# Мондо Марчо
Мондо Марчо (наст. имя Джанмарко Марчелло, англ. Gianmarco Marcello; 1 декабря 1986, Милан) — итальянский рэпер, основатель студии звукозаписи Mondo Records (MR).

## Биография
Мондо Марчо после развода своих родителей познакомился с социальными работниками Милана. С 13 лет его воспитанием занимались муниципалитет и улица. Его образование было закончено на третьем курсе "Istituto Professionale Turistico «Bertarelli» (Туристического техникума), после чего Марчо решил оставить обучение, чтобы целиком посвятить себя музыке.
Он стал знатоком хип-хопа, постоянно слушая композиции Тупака Шакура и TLC (женская группа хип-хоп и R&B). Марчо решил попробовать себя в этом жанре, пробуя записываться, используя стандартный инструментал программного обеспечения для ПК. Так появился первый демодиск под названием Difesa, который стал распространяться по Милану до тех пор, пока известный в Италии рэпер и продюсер Bassi Maestro не увидел в Марчо потенциального рэп-автора.

## Дискография
- Difesa Personale (Demo) (2003)
- «Mondo Marcio» (2004)
- Fuori di qua (2004)
- «Solo un uomo» (2006)
- «Nessuna via d’uscita mixtape» (2006)
- «Generazione X» (2007)
- «In cosa credi» (2008)
- «Animale in gabbia sta tornando EP» (2009)
- «Animale in gabbia» (2010)
- Maschera a Gas EP (2010)
- Il fumo uccide (2011)
- Musica Da Serial killer (2011) insieme a DON FINA

## Видеография
- «Dentro Alla Scatola» (2006)
- «Dentro Alla Scatola vs Finley» (2006)
- «Nessuna Via D’Uscita» (2006)
- «Segui La Stella» (2006)
- «L.A. Strippers» (2006)
- «Generazione X» (2007)
- «Tutto Può Cambiare» (2008)
- «Sopra di noi» (2009)
- «In Cosa Credi (Street Video)» (2009)
- «Non Sono Una Rockstar» (2009)
- «0.8» (2010)
- «Mp3» (2010)

## Сотрудничество
- 2004: Bassi Maestro featuring Mondo Marcio — Voglio morire in piedi (prod Mondo Marcio — da Esuberanza)
- 2004: Bassi Maestro featuring Mondo Marcio — Beiootchh!!! (da Seven: The Street Prequel)
- 2004: Bassi Maestro featuring Mondo Marcio — Parli di (da Seven: The Street Prequel)
- 2004: Bassi Maestro featuring Mondo Marcio & Jack The Smoker — 2 d notte (da Seven: The Street Prequel)
- 2004: Bassi Maestro featuring Mondo Marcio & Club Dogo — Dangerous (prod. Don Joe — da L’ultimo testimone)
- 2004: Bassi Maestro featuring Mondo Marcio & Cdb — yeah (da L'ultimo testimone)
- 2004: Asher Kuno featuring Mondo Marcio, Snake, Vacca, Bat & Gomez — Barre pt. 3 (da The Fottamaker)
- 2004: Фабри Фибра feuturing Mondo Marcio — Abbi fede
- 2004: Ape featuring Mondo Marcio — Resta giù
- 2005: Mistaman featuring Mondo Marcio — Slow Mo (intro) (da Parole)
- 2005: Mistaman featuring Mondo Marcio — Slow Mo (da Parole)
- 2005: Fish featuring Mondo Marcio,Esa & Medda — Brucia Da Pazzi
- 2006: Tormento featuring Mondo Marcio — The Most Wanted pt.II (da Il mio diario)
- 2006: Dj Fede featuring Mondo Marcio — Get High (da Rock The Beatz)
- 2006: Dj Fede featuring Mondo Marcio e Boosta — Get High parte 2 (da Rock The Beatz)
- 2006: Ekr featuring Mondo Marcio — Troppo Tardi
- 2008: Big Fish featuring Mondo Marcio & Esa — Entra Nel Club
- 2008: Michelle Lily
- 2010: Masta K1T featuring Mondo Marcio — In Cosa Credi
- 2016: Mina Mazzini, Адриано Челентано — Se mi ami davvero (автор песни)

## Книги
Марчо опубликовал книгу под одноимённым названием «Mondo Marcio», которая вышла в свет 6 июня 2006 года. Книга автобиографична, рассказывающая о том, как автор, пройдя через семейные проблемы, наркотики, сложности бездомной жизни, пришёл к успеху, отказавшись от своего уродливого прошлого. В этой книге Марчо рассказывает о рождении текстов своих песен, о том как переплетается текст с реальностью его жизни. Рэп Мондо Марчо — это рифмованные рассказы о жизни в городе, о лжи и сексе, о деньгах и Боге, наркотиках.